# Schönberg (Sankt Vith)
Schönberg ist seit 1977 Teil der Gemeinde Sankt Vith in Ostbelgien, es gehört zur Deutschsprachigen Gemeinschaft und hat 740 Einwohner (Stand 31. Dezember 2015). Das Dorf liegt etwa 10 Kilometer östlich von St. Vith in einer hügeligen Landschaft mit Wiesen und Wäldern zwischen 420 und 520 m O.P. im Tal der Our. Die auch in älteren deutschen Kartenwerken zu findende Schreibweise Schoenberg stammt aus der Zeit vor der Etablierung der Deutschsprachigen Gemeinschaft und wird heute nicht mehr verwendet.

## Geschichte
Die Herrschaft Schönberg war eine Gründung der Fürstabtei Prüm, befestigt durch eine Burg, die im Jahre 1689 von den Truppen Ludwigs XIV. zerstört wurde. Der Ort gehörte ab 1374 bis zum Einmarsch der französischen Revolutionsheere 1794 zum Kurfürstentum Trier und war Sitz des kurtrierischen Amtes Schönberg, dem die Höfe (Verwaltungseinheiten) Amelscheid, Auw und Manderfeld angehörten.
Mit der Gründung des Saardepartements in der Französischen Republik 1798 wurde es Hauptort eines Kantons im Arrondissement Prüm. Durch den Wiener Kongress kam es dann 1815 zum Königreich Preußen, Regierungsbezirk Aachen, Kreis St. Vith, ab 1821 Kreis Malmedy.
Nach dem Ersten Weltkrieg wurde Schönberg mit den übrigen Orten der Kreise Eupen und Malmedy durch den Versailler Vertrag 1920 dem Königreich Belgien zugeteilt. Während des Zweiten Weltkrieges wurde es vorübergehend wieder vom Deutschen Reich annektiert; während der Ardennenoffensive 1944/45 wurden fast alle Häuser der Ortschaft zerstört.
Die Deutschen begannen die Ardennenoffensive am 16. Dezember 1944; ihnen gelang ein Überraschungsangriff. Am frühen Morgen des 16. Dezember begann deutsche Artillerie mit dem Beschuss der Umgebung von Schönberg. Am Morgen des 17. Dezember war die Wehrmacht bereits in Schönberg und hatten die Kontrolle über die Brücke, die nach St. Vith führt.
Ihnen gelang es bis vor Bastogne vorzurücken; dieses belagerten sie vom 20. bis zum 27. Dezember 1944. Ab dann kamen die alliierten Truppen wieder in die Offensive.